# Savoia-Genova
I Savoia-Genova sono un ramo cadetto di Casa Savoia, originato nel 1831 dai Savoia-Carignano. L'ultimo duca di Genova, Eugenio, morì nel 1996; egli ebbe una sola figlia femmina e, poiché in Casa Savoia i titoli non sono trasmissibili per via femminile, con la sua morte si estinse anche il ramo. Il capo della casa aveva il titolo di duca di Genova e il trattamento di altezza reale.

## Storia

### Ferdinando di Savoia-Genova
Il titolo di Duca di Genova venne attribuito per la prima volta nel 1815 al principe Carlo Felice di Savoia, futuro re di Sardegna, e a Carlo Alberto dopo di lui. Il capostipite del ramo cadetto, però, fu Ferdinando, figlio di Carlo Alberto e di Maria Teresa d'Asburgo-Lorena: il padre lo investì del titolo di Duca di Genova nel 1831, appena salito al trono, in modo da far sentire maggiormente legati i genovesi alla dinastia sabauda, che era entrata in possesso della città ligure.
Ferdinando fu eletto re di Sicilia il 10 luglio 1848, ma rinunciò al trono per non ostacolare il disegno di unificazione nazionale. L'anno successivo, a fianco del padre e del fratello, Vittorio Emanuele, si batté nella battaglia di Novara. Il duca sposò a Dresda, il 22 aprile 1850, la principessa Elisabetta di Sassonia (1830-1912). Da questo matrimonio nacquero:
- Margherita, regina d'Italia (1851-1926).
- Tommaso, secondo duca di Genova (1854-1931).

Dopo la morte di Ferdinando la vedova condusse vita ritirata, e, il 4 ottobre 1856, si risposò morganaticamente con il maggiore Nicolò Rapallo. Elisabetta aveva ottenuto l'assenso al nuovo matrimonio dal padre, Giovanni di Sassonia, ma non aveva chiesto quello di Vittorio Emanuele II, che se ne risentì e che minacciò di privarla della sua posizione nella famiglia reale. Le cose, però, poi si appianarono e Vittorio Emanuele II creò marchese Nicolò Rapallo, nominandolo anche capo della Casa Civile della duchessa.

### Tommaso di Savoia-Genova
Nel 1870 fu offerta la corona spagnola a Tommaso Alberto: non essendo maggiorenne, però, la decisione spettò alla madre Elisabetta, che rifiutò per via della giovane età del designato e per l'incertezza dell'avventura. Dal 1915 al 1919 fu luogotenente del Regno d'Italia.
Tommaso sposò a Nymphenburg, il 14 aprile 1883, la principessa Isabella di Baviera (1863-1924), figlia di Adalberto Guglielmo di Baviera e di Amalia Filippina di Borbone-Spagna. Da questo matrimonio nacquero:
- Ferdinando, principe di Udine, poi terzo duca di Genova (1884-1963).
- Filiberto, duca di Pistoia, poi quarto duca di Genova (1895-1990).
- Maria Bona (1896-1971).
- Adalberto, duca di Bergamo (1898-1982).
- Maria Adelaide (1904-1979).
- Eugenio, duca di Ancona, poi quinto duca di Genova (1906-1996).

### Ferdinando, Filiberto ed Eugenio di Savoia-Genova
Quest'ultima generazione, pur vivendo in anni così importanti per la storia dell'Italia, si tenne sempre lontana dalla mondanità e dalla corte, conducendo una vita abbastanza anonima, soprattutto se paragonata a quella dei cugini del ramo Savoia-Aosta. In ambito militare i membri del ramo Savoia-Genova svolsero i loro doveri di ufficiali, sia pure senza particolare risalto. Fra i maschi solamente Eugenio ebbe una figlia, Maria Isabella di Savoia-Genova, nata a Roma il 23 giugno 1943 e sposata nel 1971 con Alberto Frioli. Il matrimonio fu autorizzato da Umberto II, che creò Guido Frioli, padre di Alberto, conte di Rezzano.
I Savoia-Genova non godettero di particolare stima, se si tiene presente che Galeazzo Ciano, alla data del 24 agosto 1939, riportò nel suo diario un commento sprezzante di Vittorio Emanuele III, il quale lamentava il fatto che Mussolini avesse appositamente messo in forzata inattività militare suo figlio Umberto, escludendolo così non solo dalla possibilità di prendere decisioni, ma anche dal poter ricevere gloria militare: «Hanno il comando quei due imbecilli di Bergamo e di Pistoia, ben può averlo anche mio figlio». Allo stesso modo, ai tempi del referendum del 1946, nel diario di Falcone Lucifero si trovano alcuni riferimenti poco lusinghieri nei confronti di questi principi con riguardo al loro acume, non già al loro stile di vita, che fu sempre improntato al riserbo e alla semplicità.
Dopo il mutamento istituzionale del 1946 il duca Ferdinando visse a Bordighera, in Liguria, dove condusse vita ritirata e dove morì nel 1963. Adalberto e Filiberto vissero per trent'anni in un albergo di Torino, mentre l'ultimogenito Eugenio si trasferì in Brasile, dove aprì un'industria agraria e dove morì nel 1996. Poiché aveva avuto una figlia femmina e poiché in Casa Savoia i titoli non sono trasmissibili per via femminile, si estinse il titolo di duca di Genova.

## Linea di successione

### Duchi di Genova
| n°  | Nome       | Ritratto | Nascita | Regno  | Regno   | Morte | Note |
| n°  | Nome       | Ritratto | Nascita | Inizio | Termine | Morte | Note |
| --- | ---------- | -------- | ------- | ------ | ------- | ----- | --- |
| I   | Ferdinando |          | 1822    | 1831   | 1855    | 1855  | Figlio di Carlo Alberto di Savoia e capostipite del ramo cadetto dei Savoia-Genova. Dal matrimonio con Elisabetta di Sassonia (1830-1912) nacquero: Margherita (1851-1926), che sposò Umberto I e fu prima regina consorte d'Italia; Tommaso (1854-1931), che sposò Isabella di Baviera |
| II  | Tommaso    |          | 1854    | 1855   | 1931    | 1931  | Figlio di Ferdinando. Dal matrimonio con Isabella di Baviera (1863-1924) nacquero: Ferdinando (1884-1963), che sposò Maria Luisa Alliaga Gandolfi dei conti di Ricaldone; Filiberto (1895-1990), che sposò Lydia d'Arenberg; Maria Bona (1896-1971), che sposò Corrado di Baviera; Adalberto (1898-1982); Maria Adelaide (1904-1979), che sposò Leone Massimo d'Arsoli; Eugenio (1906-1996), che sposò Lucia di Borbone-Due Sicilie. |
| III | Ferdinando |          | 1884    | 1931   | 1963    | 1963  | Figlio di Tommaso, sposò Maria Luisa Alliaga Gandolfi dei conti di Ricaldone, non ebbero figli. |
| IV  | Filiberto  |          | 1895    | 1963   | 1990    | 1990  | Figlio di Tommaso e fratello di Ferdinando, sposò Lydia d'Arenberg, non ebbero figli. |
| V   | Eugenio    |          | 1906    | 1990   | 1996    | 1996  | Figlio di Tommaso e fratello di Ferdinando e di Filiberto. Dal matrimonio con Lucia di Borbone-Due Sicilie nacque: Maria Isabella (1943), sposata con Alberto Frioli di Rezzano. |

### Tavola genealogica del ramo Genova
|                                                |                                                | | |                                                                                    |                                                                                          |                                                         |                                                         |                     |                |                                       |                                                                                     |                                                                                     |                  |                                                                  |                                                                  |             |                      |                      |                 |                 |                                                                                             |                                                                                             |
|                                                |                                                | | |                                                                                    | · Ramo Carignano                                                                         |                                                         |                                                         |                     |                |                                       |                                                                                     |                                                                                     |                  |                                                                  |                                                                  |             |                      |                      |                 |                 |                                                                                             |                                                                                             |
|                                                |                                                | | |                                                                                    |                                                                                          |                                                         |                                                         |                     |                |                                       |                                                                                     |                                                                                     |                  |                                                                  |                                                                  |             |                      |                      |                 |                 |                                                                                             |                                                                                             |
|                                                |                                                | | |                                                                                    |                                                                                          |                                                         |                                                         |                     |                |                                       |                                                                                     |                                                                                     |                  |                                                                  |                                                                  |             |                      |                      |                 |                 |                                                                                             |                                                                                             |
|                                                |                                                | | |                                                                                    | Ferdinando I Duca di Genova (1831-1855) *1822 †1855 ⚭ Elisabetta di Sassonia *1830 †1912 |                                                         |                                                         |                     |                |                                       |                                                                                     |                                                                                     |                  |                                                                  |                                                                  |             |                      |                      |                 |                 |                                                                                             |                                                                                             |
|                                                |                                                | | |                                                                                    |                                                                                          |                                                         |                                                         |                     |                |                                       |                                                                                     |                                                                                     |                  |                                                                  |                                                                  |             |                      |                      |                 |                 |                                                                                             |                                                                                             |
|                                                |                                                | | |                                                                                    |                                                                                          |                                                         |                                                         |                     |                |                                       |                                                                                     |                                                                                     |                  |                                                                  |                                                                  |             |                      |                      |                 |                 |                                                                                             |                                                                                             |
| Margherita *1851 †1926 ⚭ Umberto I *1844 †1900 | Margherita *1851 †1926 ⚭ Umberto I *1844 †1900 | | |                                                                                    |                                                                                          |                                                         |                                                         |                     |                |                                       | Tommaso II Duca di Genova (1855-1931) *1854 †1931 ⚭ Isabella di Baviera *1863 †1924 | Tommaso II Duca di Genova (1855-1931) *1854 †1931 ⚭ Isabella di Baviera *1863 †1924 |                  |                                                                  |                                                                  |             |                      |                      |                 |                 |                                                                                             |                                                                                             |
|                                                |                                                | | |                                                                                    |                                                                                          |                                                         |                                                         |                     |                |                                       |                                                                                     |                                                                                     |                  |                                                                  |                                                                  |             |                      |                      |                 |                 |                                                                                             |                                                                                             |
|                                                |                                                | | |                                                                                    |                                                                                          |                                                         |                                                         |                     |                |                                       |                                                                                     |                                                                                     |                  |                                                                  |                                                                  |             |                      |                      |                 |                 |                                                                                             |                                                                                             |
| · Re d'Italia                                  | · Re d'Italia                                  | Ferdinando III Duca di Genova (1931-1963) *1884 †1963 ⚭ Maria Luisa Alliaga Gandolfi di Ricaldone *1899 †1986 | Ferdinando III Duca di Genova (1931-1963) *1884 †1963 ⚭ Maria Luisa Alliaga Gandolfi di Ricaldone *1899 †1986 | Filiberto IV Duca di Genova (1963-1990) *1895 †1990 ⚭ Lydia d'Arenberg *1905 †1977 | Filiberto IV Duca di Genova (1963-1990) *1895 †1990 ⚭ Lydia d'Arenberg *1905 †1977       | Maria Bona *1896 †1971 ⚭ Corrado di Baviera *1883 †1969 | Maria Bona *1896 †1971 ⚭ Corrado di Baviera *1883 †1969 |                     |                | Adalberto Duca di Bergamo *1898 †1982 | Adalberto Duca di Bergamo *1898 †1982                                               |                                                                                     |                  | Maria Adelaide *1904 †1979 ⚭ Leone Massimo di Arsoli *1896 †1979 | Maria Adelaide *1904 †1979 ⚭ Leone Massimo di Arsoli *1896 †1979 |             |                      |                      |                 |                 | Eugenio V Duca di Genova (1990-1996) *1906 †1996 ⚭ Lucia di Borbone-Due Sicilie *1908 †2001 | Eugenio V Duca di Genova (1990-1996) *1906 †1996 ⚭ Lucia di Borbone-Due Sicilie *1908 †2001 |
|                                                |                                                | | |                                                                                    |                                                                                          |                                                         |                                                         |                     |                |                                       |                                                                                     |                                                                                     |                  |                                                                  |                                                                  |             |                      |                      |                 |                 |                                                                                             |                                                                                             |
|                                                |                                                | | |                                                                                    |                                                                                          |                                                         |                                                         |                     |                |                                       |                                                                                     |                                                                                     |                  |                                                                  |                                                                  |             |                      |                      |                 |                 |                                                                                             |                                                                                             |
|                                                |                                                | | |                                                                                    | Amalia Isabella *1921 †1985                                                              | Amalia Isabella *1921 †1985                             | Eugenio *1925 †1997                                     | Eugenio *1925 †1997 | Isabella *1936 | Isabella *1936                        | Filippo *1938 †2008                                                                 | Filippo *1938 †2008                                                                 | Ferdinando *1940 | Ferdinando *1940                                                 | Carlo *1942                                                      | Carlo *1942 | Maria Eleonora *1944 | Maria Eleonora *1944 | Francesco *1946 | Francesco *1946 | Maria Isabella *1943                                                                        | Maria Isabella *1943                                                                        |
|                                                |                                                | | |                                                                                    |                                                                                          |                                                         |                                                         |                     |                |                                       |                                                                                     |                                                                                     |                  |                                                                  |                                                                  |             |                      |                      |                 |                 |                                                                                             |                                                                                             |
|                                                |                                                | | |                                                                                    |                                                                                          |                                                         |                                                         |                     |                |                                       |                                                                                     |                                                                                     |                  |                                                                  |                                                                  |             |                      |                      |                 |                 |                                                                                             |                                                                                             |
|                                                |                                                | | |                                                                                    |                                                                                          |                                                         |                                                         |                     |                |                                       |                                                                                     |                                                                                     |                  |                                                                  |                                                                  |             |                      |                      |                 |                 | · ultima dei · Savoia-Genova                                                                |                                                                                             |

## Proprietà private
| Acquirente                            | Da                                    | Bene immobile | Bene immobile                   | Proprietà    | Proprietà           | Proprietà |
| Acquirente                            | Da                                    | Bene immobile | Bene immobile                   | Acquisizione | Vendita o ereditato |           |
| ------------------------------------- | ------------------------------------- | ------------- | ------------------------------- | ------------ | ------------------- | --------- |
| Ferdinando, I duca di Genova          | Maria Cristina di Borbone-Due Sicilie |               | Castello di Govone              | 1849         | 1870                |           |
| Ferdinando, I duca di Genova          | Maria Cristina di Borbone-Due Sicilie |               | Mandria di Castell'Apertole     | 1849         | 1923                |           |
| Ferdinando, I duca di Genova          | Carlo Alberto                         |               | Castello ducale di Agliè        | 1849         | 1939                |           |
| Ferdinando, I duca di Genova          | Carlo Felice di Savoia                |               | Palazzetto Pisani               | 1816         | 1945                |           |
| Elisabetta di Sassonia                | Istituto della carità                 |               | Villa ducale di Stresa          | 1857         | 1912                |           |
| Tommaso, II duca di Genova            | Di nuova costruzione                  |               | Palazzo Sanfelice di Monteforte | 1869         | 1873                |           |
| Ferdinando, III duca di Genova        | ?                                     | -             | Villa Poggio Ameno              | anni 1950    | ?                   |           |
| Maria Adelaide, principessa di Arsoli | Leone Massimo, principe di Arsoli     | -             | Villa Le Pozzarelle             | 1940         | 1962                |           |